# مغالطة المقامر
مغالطة المقامر، والمعروفة أيضًا باسم مغالطة مونت كارلو، هي الاعتقاد الخاطئ بأنه إذا حدث شيء معين بشكل متكرر أكثر من المعتاد خلال الماضي، فمن غير المرجح أن يحدث في المستقبل (أو العكس بالعكس)، عندما يثبت بطريقة أخرى أن احتمال وقوع مثل هذه الأحداث لا يعتمد على ما حدث في الماضي. يشار إلى مثل هذه الأحداث، التي تتمتع بالاستقلال التاريخي، على أنها مستقلة إحصائيًا. على سبيل المثال، أن لفة النرد التالية من المرجح أن تكون ستة لأن عدد النردات كان أقل مؤخرًا من العدد المعتاد وهو ستة.

## علم النفس

### الأصل
نشأت مغالطة المقامر من الإيمان بقانون الأعداد الصغيرة، ما يؤدي إلى الاعتقاد الخاطئ بأن العينات الصغيرة يجب أن تكون ممثلة لعدد أكبر من السكان. وفقًا للمغالطة، يجب أن تتساوى الخطوط في النهاية حتى تكون تمثيلية. اقترح عاموس تفيرسكي ودانيال كانيمان أولاً أن مغالطة المقامر هي تحيز معرفي ناتج عن مجريات نفسية تسمى الاستدلال التمثيلي، والتي تنص على أن الناس يقيمون احتمالية حدث معين من خلال تقييم مدى تشابهه مع الأحداث التي مروا بها من قبل، وما مدى تشابه الأحداث المحيطة بهاتين العمليتين. وفقًا لوجهة النظر هذه، بعد ملاحظة المدى الطويل من اللون الأحمر على عجلة الروليت، على سبيل المثال، يعتقد معظم الناس أن اللون الأسود سينتج عنه تسلسل أكثر تمثيلاً من حدوث اللون الأحمر الإضافي، لذلك يتوقع الناس أن يتشارك المدى القصير من النتائج العشوائية في خصائص المدى الطويل، وتحديداً في تلك الانحرافات عن المتوسط. عندما يُطلب من الأشخاص تكوين تسلسل عشوائي المظهر لقذف العملات المعدنية، فإنهم يميلون إلى عمل تسلسلات تبقى فيها نسبة الرؤوس إلى الذيل أقرب إلى 0.5 في أي مقطع قصير ما يمكن توقعه بالصدفة، وهي ظاهرة تُعرف بعدم الحساسية للعينة  الحجم. يفسر كانيمان وتفرسكي هذا على أنه يعني أن الناس يعتقدون أن التسلسلات القصيرة للأحداث العشوائية يجب أن تكون ممثلة لأحداث أطول. يُشار أيضًا إلى الاستدلال التمثيلي وراء الظاهرة ذات الصلة للوهم العنقودي، والتي وفقًا لها يرى الناس خطوط الأحداث العشوائية على أنها غير عشوائية عندما يكون احتمال حدوث مثل هذه الخطوط في عينات صغيرة أكثر مما يتوقعه الناس.
يمكن أيضًا أن تُعزى مغالطة المقامر إلى الاعتقاد الخاطئ بأن المقامرة، أو حتى الصدفة نفسها، هي عملية عادلة يمكن أن تصحح نفسها في حالة وجود خطوط، تُعرف باسم فرضية العالم العادل. يعتقد باحثون آخرون أن الاعتقاد في المغالطة قد يكون نتيجة اعتقاد خاطئ في موضع داخلي للسيطرة. عندما يعتقد الشخص أن نتائج المقامرة هي نتيجة مهارته الخاصة، فقد يكون أكثر عرضة لمغالطة المقامر لأنه يرفض فكرة أن الفرصة قد تتغلب على المهارة أو الموهبة.

### الاختلافات
يعتقد الباحثون أنه من الممكن تحديد نوعين من مغالطة المقامر: النوع الأول والنوع الثاني. النوع الأول هو مغالطة المقامر الكلاسيكي، إذ يعتقد الأفراد وجود نتيجة معينة مستحقة بعد سلسلة طويلة من النتائج الأخرى. تحدث مغالطة المقامر من النوع الثاني، كما حددها كيرين وتشارلز لويس، عندما يقلل المقامر من عدد الملاحظات اللازمة لاكتشاف نتيجة إيجابية، مثل مشاهدة عجلة الروليت لفترة طويلة ثم المراهنة على الأرقام الأكثر ظهورًا. بالنسبة للأحداث ذات درجة عالية من العشوائية، فإن اكتشاف التحيز الذي سيؤدي إلى نتيجة مواتية يستغرق وقتًا طويلاً وهو أمر غير عملي وصعب للغاية، إن لم يكن مستحيلاً. يفترض النوع الأول على نحو خاطئ أن ظروف المقامرة عادلة ومثالية، بينما يفترض النوع الثاني أن الظروف متحيزة، وأن هذا التحيز يمكن اكتشافه بعد فترة زمنية معينة.

### الحلول الممكنة
مغالطة المقامر هي تحيز إدراكي عميق الجذور وقد يكون من الصعب للغاية التغلب عليه. لم يثبت دائمًا أن تثقيف الأفراد حول طبيعة العشوائية فعال في تقليل أو إزالة أي مظهر من مظاهر المغالطة. عُرض على المشاركين في أحد الدراسات في عام 1967 مجموعة مختلطة من بطاقات الفهرس عليها أشكال، ووُجّهوا لتخمين الشكل الذي سيأتي بعد ذلك في التسلسل. أُبلغت المجموعة التجريبية من المشاركين عن طبيعة ووجود مغالطة المقامر، ووجِّهوا صراحةً بعدم الاعتماد على التبعية في إجراء التخمينات. لم تُعطى المجموعة المُسيطرة هذه المعلومات. كانت أنماط الاستجابة للمجموعتين متشابهة، ما يشير إلى أن المجموعة التجريبية اعتمدت في اختياراتها على التسلسل. أدى ذلك إلى استنتاج مفاده أن إرشاد الأفراد حول العشوائية ليس كافيًا لتقليل مغالطة المقامر.
قد تنخفض قابلية الفرد تجاه مغالطة المقامر مع تقدم العمر. كُلفت دراسة أجراها فيشباين وشنارك في عام 1997 بإدارة استبيان لخمس مجموعات: الطلاب في الصفوف 5 و7 و9 و11 وطلاب الجامعات المتخصصين في تدريس الرياضيات. لم يتلق أي من المشاركين أي تعليم مسبق فيما يتعلق بالاحتمالات. كان السؤال المطروح هو: روني قلب عملة معدنية ثلاث مرات وفي جميع الحالات ظهرت رؤوس. ينوي روني قلب العملة مرة أخرى. ما هي فرصة الحصول على رأس في المرة الرابعة؟ أشارت النتائج إلى أنه مع تقدم الطلاب في السن، قل احتمال إجابتهم بفرصة الحصول على ذيول، ما قد يشير إلى تأثير سلبي للحداثة. أظهر 35% من طلاب الصف الخامس و35% من طلاب الصف السابع و20% من طلاب الصف التاسع تأثير الحداثة السلبي. أجاب 10% فقط من طلاب الصف الحادي عشر بهذه الطريقة ولم يفعل أي من طلاب الكلية. افترض فيشباين وشنارك أن ميل الفرد للاعتماد على الاستدلال التمثيلي وغيره من التحيزات المعرفية يمكن التغلب عليها مع تقدم العمر.
اقترح علماء النفس روني وتريك، أنه قد نستطيع التخلص من هذه المغالطة نتيجة للتجميع. عندما يُوصف حدث مستقبلي مثل رمي العملة كجزء من تسلسل، بغض النظر عن مدى تطرف الشخص، فهو سوف ينظر تلقائيًا إلى الحدث من حيث صلته بالأحداث الماضية، ما يؤدي إلى مغالطة المقامر. عندما يعتبر الشخص كل حدث مستقل، يمكن تقليل المغالطة بشكل كبير.
أخبر روني وتريك المشاركين في تجربتهم أنهم كانوا يراهنون إما على كتلتين من ست رميات للقطع النقدية أو على كتلتين من سبع رميات للقطع النقدية. كانت للرميات الرابعة والخامسة والسادسة نفس النتيجة، إما ثلاثة رؤوس أو ثلاثة ذيول. جُمّعت القرعة السابعة إما بنهاية كتلة واحدة أو بداية الكتلة التالية. أظهر المشاركون أقوى مغالطة للمقامر عندما كانت التجربة السابعة جزءًا من الكتلة الأولى، مباشرة بعد تسلسل ثلاثة رؤوس أو ذيول، وأشار الباحثون إلى أن المشاركين الذين لم يظهروا مغالطة المقامر أظهروا ثقة أقل في رهاناتهم وراهنوا مرات أقل من المشاركين الذين اختاروا مغالطة المقامر. عندما جُمّعت التجربة السابعة مع المجموعة الثانية، وكان يُنظر إليها على أنها ليست جزءًا من الماضي، لم تحدث مغالطة المقامر.
جادل روني وتريك أنه بدلاً من تعليم الأفراد حول طبيعة العشوائية، يمكن تجنب هذه المغالطة من خلال تدريب الأشخاص على التعامل مع كل حدث كما لو كان بداية وليس استمرارًا للأحداث السابقة، واقترحوا أن هذا من شأنه أن يمنع الناس من الاستمرار بالمقامرة عندما يخسرون، على أمل خاطئ أن تكون فرصهم في الفوز ترجع إلى التأثر المتبادل مع الأحداث السابقة.